# Vintage Yachting Games
Vintage Yachting Games sono una manifestazione velica, organizzata dalla Vintage Yachting Games Organization (VYGO) a partire dal 2008, allo scopo di fare gareggiare gli atleti nelle classi veliche che non rientrano più nel programma dei Giochi olimpici.

## Classi
Dopo le Olimpiadi di Pechino 2008 la federazione internazionale ha cominciato ad organizzare i Vintage Yachting Games dedicati esclusivamente alle seguenti ex classi olimpiche (former Olympic sailing classes).
| Derive           | Derive          | Derive                                        |
| Simbolo          | Classe          | Presenze olimpiche                            |
| ---------------- | --------------- | --------------------------------------------- |
|                  | Flying Dutchman | 8 (da Roma 1960 a Seul 1988)                  |
|                  | Europa          | 4 (da Barcellona 1992 a Atene 2004)           |
|                  | 12 piedi        | 2 (Anversa 1920 e Amsterdam 1928)             |
|                  | Olimpica        | 1 (Berlino 1936)                              |
| Barche a chiglia |                 |                                               |
| Simbolo          | Classe          | Presenze olimpiche                            |
|                  | Soling          | 8 (da Monaco di Baviera 1972 a Sydney 2000)   |
|                  | Dragon          | 7 (da Londra 1948 a Monaco di Baviera 1972)   |
|                  | 5,5 metri       | 5 (da Helsinki 1952 a Città del Messico 1968) |
|                  | Tempest         | 2 (Monaco di Baviera 1972 e Montréal 1976)    |